# Gouvernement Thamrongnawasawat II
Thaïlande
17e cabinet
(Thawan Thamrongnawasawat I) 19e cabinet
(Khuang Aphaiwong III)
Le second gouvernement Thawan Thamrongnawasawat (thaï : คณะรัฐมนตรีถวัลย์ ธำรงนาวาสวัสดิ์ 2) est le dix-huitième gouvernement de la Thaïlande, entre le 31 mai et le 8 novembre 1947.
Il est de nouveau dirigé par Thawan Thamrongnawasawat, Premier ministre sortant après avoir démissionné le jour précédent.

## Formation
À la suite de la démission de Thawan Thamrongnawasawat, Premier ministre sortant, le 30 mai 1947, les membres de la Chambre des représentants se réunissent de nouveau le même jour pour élire un nouveau Premier ministre. Trois candidats se présentent :
- Thawan Thamrongnawasat (Parti constitutionnel), qui se présente en tant que Premier ministre sortant ;
- Mangkorn Phromyothi (Parti constitutionnel), ancien ministre de l'Intérieur et député de second type (nommés par le monarque) ;
- Khuang Aphaiwong (Parti démocrate), ancien Premier ministre et député de la 2e circonscription de Phra Nakhon.

Sur 194 votants, 132 voix font en faveur du Premier ministre sortant, tandis que 55 voix vont en faveur de Khuang Aphaiwong. Seulement 7 ont voté pour Mangkorn Phromyothi.
| Candidat | Candidat | Candidat                 | Parti | Voix |
| -------- | -------- | ------------------------ | ----- | ---- |
|          |          | Thawan Thamrongnawasawat | PC    | 132  |
|          |          | Khuang Aphaiwong         | DEM   | 52   |
|          |          | Mangkorn Phromyothi      | PC    | 7    |

L'intéressé élu est, par la suite, de nouveau nommé et investi Premier ministre le jour suivant. Son gouvernement est nommé le même jour.

## Composition
- Par rapport au gouvernement précédent, les nouveaux ministres sont indiqués en gras, ceux ayant changé d'attributions en italique.

### Premier ministre et vice-Premier ministre
| Fonction                                                           | Nom                      |
| ------------------------------------------------------------------ | ------------------------ |
| Premier ministre Ministre de la Justice                            | Thawan Thamrongnawasawat |
| Vice-Premier ministre Ministre du Commerce Ministre de l'Éducation | Duean Bunnag             |

### Ministres
| Fonction                         | Nom                        |
| -------------------------------- | -------------------------- |
| Ministre de la Défense           | Jira Wichitsongkram        |
| Ministre des Finances            | Wichit Lulitanon           |
| Ministre des Affaires étrangères | Atthakit Banomyong         |
| Ministre de l'Agriculture        | Chuang Chawengsaksongkhram |
| Ministre de la Santé publique    | Saeng Suthiphong           |
| Ministre de l'Industrie          | Thong-in Phuripat          |
| Ministre des Transports          | Runchit Kanchanawanit      |
| Ministre de l'Intérieur          | Chey Sunthornphiphit       |
| Ministre sans portefeuille       | Chit Wechaprasit           |
| Ministre sans portefeuille       | Chuen Wichinet             |
| Ministre sans portefeuille       | Panya Romayanon            |

### Vice-ministres
| Fonction      | Ministère           | Nom                    |
| ------------- | ------------------- | ---------------------- |
| Vice-ministre | Défense             | Thuan Wichaikatkha     |
| Vice-ministre | Affaires étrangères | Nonthiyawat Sawatdiwat |
| Vice-ministre | Agriculture         | Yuen Phanitchawit      |
| Vice-ministre | Commerce            | Chamlong Daoruang      |
| Vice-ministre | Intérieur           | Thong Kanthatham       |
| Vice-ministre | Éducation           | Wirot Kamonphan        |

## Évolution

### Déclaration de politique générale
La déclaration de politique générale est présentée devant la Chambre des représentants le 5 juin 1947. Elle en reçoit la confiance de la chambre basse.

## Fin du gouvernement
Le gouvernement prend subitement fin à la suite d'un coup d'État survenu le 8 novembre 1947, mené par Phin Chunhawan, chef du Conseil militaire national, qui soutient Plaek Phibunsongkhram, dans le même temps de retour en Thaïlande, au poste de Premier ministre.

Ce sera finalement Khuang Aphaiwong, ancien Premier ministre et membre du Parti démocrate, qui est nommé Premier ministre.

Coup d'État de novembre 1947
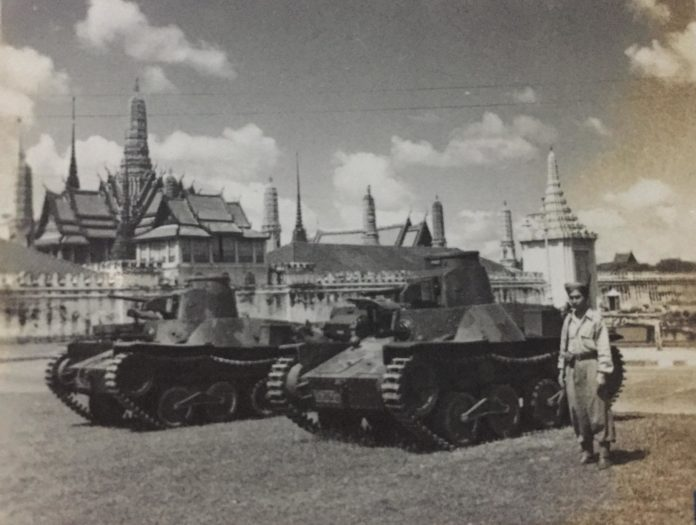
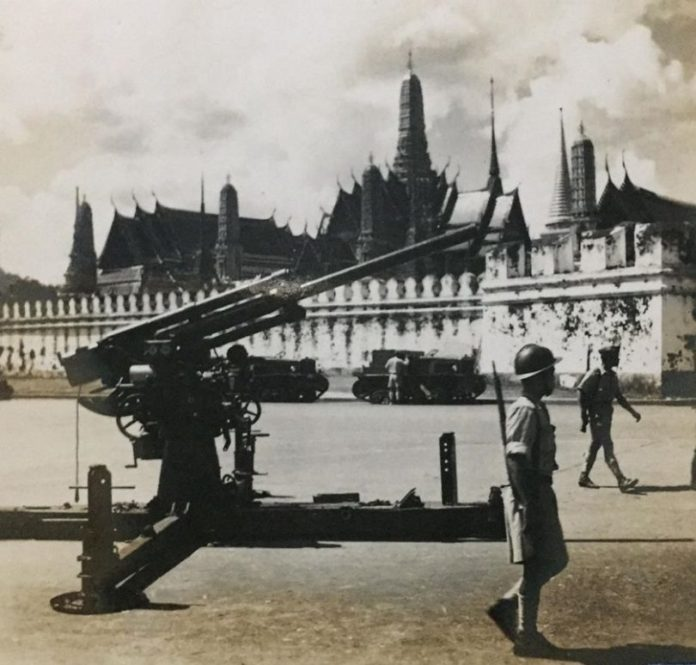
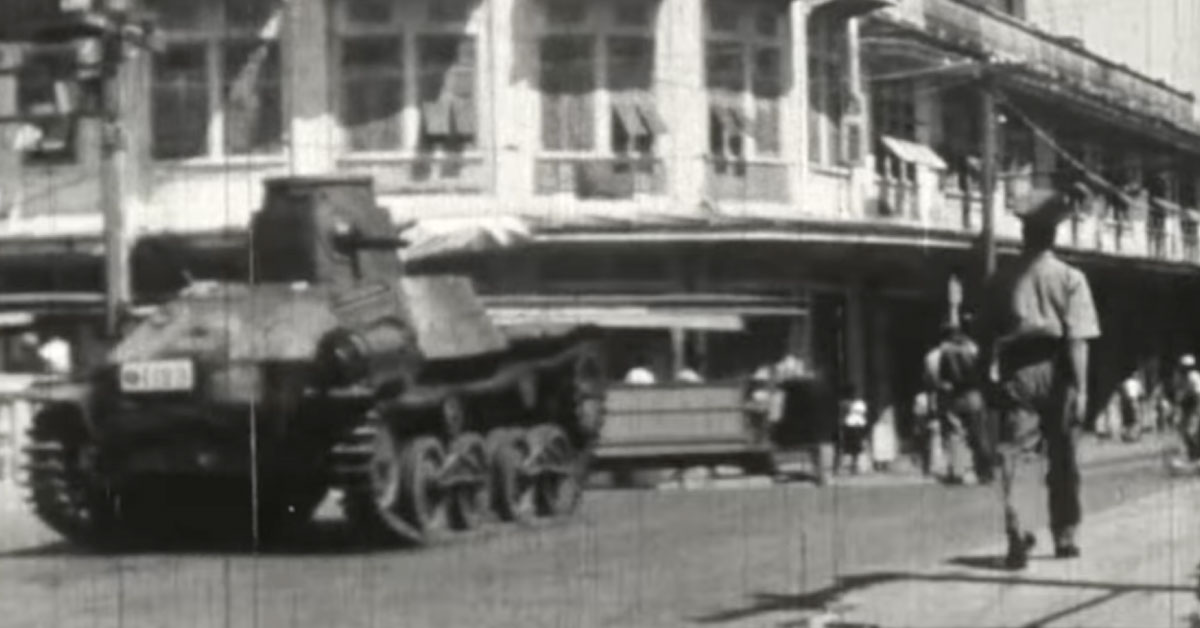
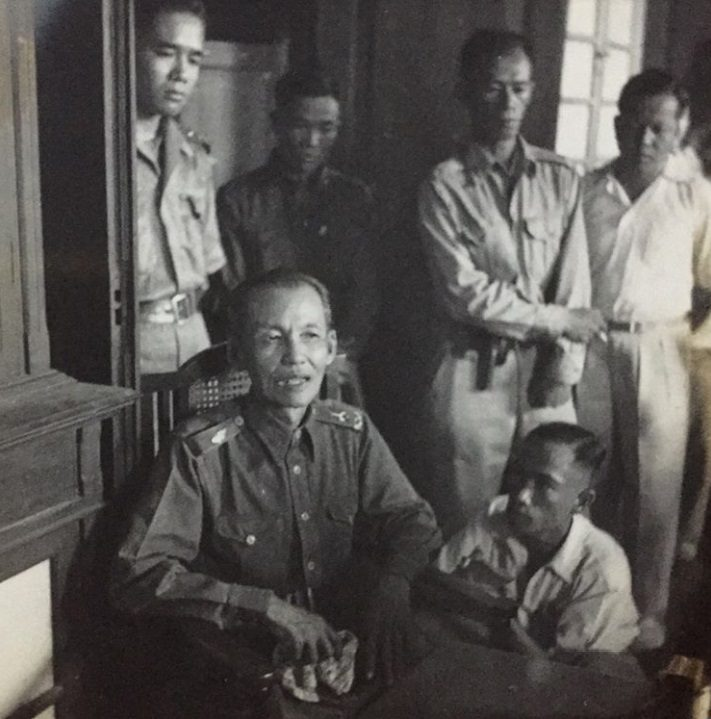
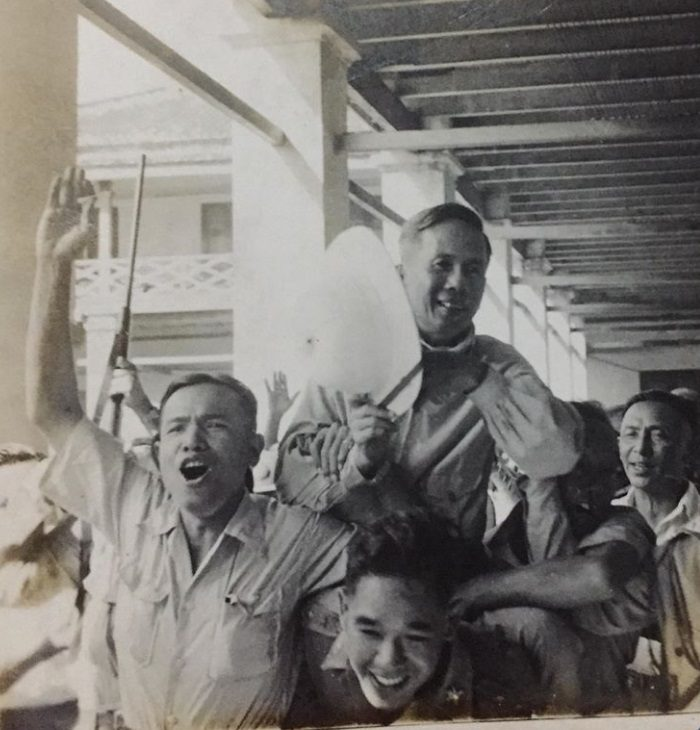